# 平松邦夫
平松邦夫（1948年11月15日—），日本政治家，原播音員，第18任大阪市長。

## 生平
出生於日本兵庫縣尼崎市，血型O型，高中就讀於兵庫縣立尼崎高等学校，大學畢業於同志社大学法学部。2007年12月19日就任日本大阪市第18任市長。在2011年11月27日舉行的大阪市市長選舉，辭去知事職務參選的「大阪維新會」代表橋下徹成功擊敗獲民主黨和自民黨支持的平松邦夫。平松邦夫於2011年12月18日卸任。

## 關聯人物

### 政治關係
橋下徹